# Гросберен
Гросберен (њем. Großbeeren) општина је у њемачкој савезној држави Бранденбург. Једно је од 16 општинских средишта округа Телтов-Флеминг. Према процјени из 2010. у општини је живјело 7.335 становника. Посједује регионалну шифру (AGS) 12072120.

## Географски и демографски подаци
Гросберен се налази у савезној држави Бранденбург у округу Телтов-Флеминг. Општина се налази на надморској висини од 42 метра. Површина општине износи 51,9 km². У самом мјесту је, према процјени из 2010. године, живјело 7.335 становника. Просјечна густина становништва износи 141 становника/km².